# گئورگی وانگلوف
گئورگی وانگلوف (به انگلیسی: Georgi Vangelov؛ زادهٔ ۲۹ ژوئیهٔ ۱۹۹۳) یک کشتی‌گیر آزادکار اهل کشور بلغارستان است.
از افتخارات وی می‌توان به کسب مدال برنز قهرمانی کشتی اروپا ۲۰۱۶ اشاره کرد. وی سابقه حضور در المپیک ۲۰۲۰ توکیو را دارد.

## فعالیت حرفه‌ای

### المپیک ۲۰۲۰ توکیو
وانگلوف در وزن ۵۷ کیلوگرم کشتی آزاد المپیک ۲۰۲۰ توکیو حاضر بود که در دور اول عبدلحک هرباچ از مجارستان را شکست داد اما در دور بعد از راوی کومار از هند شکست خورد و با توجه به حضور این کشتی‌گیر در فینال، به دیدار شانس مجدد رفت. او در مرحله شانس مجدد اسکار تیگرروس از کلمبیا را شکست داد اما در دیدار رده‌بندی به نوری‌سلام سانایف از قزاقستان باخت و پنجم شد.